# 生物化学的酸素要求量
生物化学的酸素要求量（せいぶつかがくてきさんそようきゅうりょう、英: biochemical oxygen demand）は、生物化学的酸素消費量とも呼ばれる最も一般的な水質指標のひとつであり、主に略称のBODが使われている。
水中の有機物などの量を、その酸化分解のために微生物が必要とする酸素の量で表したもので、特定の物質を示すものではない。単位は O mg/L または mg-O2/L だが、通常 mg/L と略される。一般に、BODの値が大きいほど、その水質は悪いと言える。

## 概要
水質汚濁の典型的な形態として、過剰な有機物の排出が招く、腐敗による酸欠がある。
水中の酸素（溶存酸素）が減少すれば、魚類等の好気性生物が生存できなくなり、さらになくなった場合には、いわゆる「水が腐る」状況となり悪臭等の発生に至る（魚類が生存可能な溶存酸素濃度の下限が3 - 5 mg/Lと言われ、環境基準のC類型の基準値として採用されている）
歴史上、産業革命とともに水質汚濁に直面したイギリスにおいて発案されたと言われている。現在の試験方法は1908年王立委員会（河川汚染と下水処理）により、河川を汚染する有機物に対する最適な試験方法として5日間法が選定され、その後下水処理場の河川放流基準として20 mg/Lが採用された規定を引き継いでいる。（この5日間の根拠は、当時イギリス本土の河川は流達時間が最長で5日とされていたためで、それはテムズ川のことと見られる）
日本には第二次世界大戦後アメリカから導入され、法令や基準に取り入れられた。現在では、水質環境レベルの指標として環境基準に用いられているのをはじめとして、排水の性状や水処理装置の性能を表すため、JIS規格、水質汚濁防止法や下水道法、建築基準法などに登場している。

## 測定
BODの測定は、河川などで生じる水質汚濁の自然浄化をシミュレーションしたものである。
採水により水とともに当然採取されるその水域の微生物の活動による酸素消費を計測することで、一定時間外部から酸素供給がなされない場合に、その河川水の溶存酸素がどこまで減少するかを指標化した。
試料の溶存酸素量や微生物の種類などによって測定値は影響を受けるため注意が必要である。
環境水の水質測定を目的として発案されたBODであるが、その後排水規制等に活用され、微生物の存在が期待できないような水については、植種を行って測定する手法も採用されることとなった。
また、硝化性微生物の活動（窒素性物質の酸素消費）を抑制するBODatuなどもあり、これによる測定値、測定対象を窒素性BOD（N-BOD)、BODからN-BODを減算したものを炭素性BOD(C-BOD）とすることも見られる。

### 対象物質
BOD5として測定される物質は、次のように大別できる。
- 有機物：生物現象により酸化分解されるものの大部分が有機物であり、BOD測定の主たる目的である。だが、種類・性質ともに極めて多様なため、他の有機物測定方法（CODやTOCなど）の値と一致しないことが多い。特に排水処理設備や排水の環境負荷を評価する場合は十分把握しておく必要がある。
  - 糖類や有機酸などはバクテリア内に速やかに吸収され、おおむね48時間以内に大半が酵素反応によって酸化分解されるため、含有量のほぼすべてが捕捉される
  - デンプン、タンパク質、脂質などは加水分解による低分子化過程を経るため吸収されるまで時間が掛かり、またバクテリアの種類や共存物質により分解速度が影響されやすい。含有量の30 - 70%が捕捉される
  - 溶解性の低い物質や、ベンゼン化合物、プラスチック類など生分解性の低い物質は、BODとしてほとんど（20%からそれ以下）捕捉されない
- 無機物：硫化物、亜硫酸イオン、鉄(II)など還元性の物質。測定値に含まれないよう対処しても、量や共存物質、操作によっては影響する
- アンモニア：試料中に硝化菌が多い場合、硝化作用を受けて亜硝酸や硝酸へ酸化される過程で酸素が消費される

### 測定方法
BODは特定の物質を測定するのではなく、ある条件下での試験の結果であるため、一定の操作手順を踏まえないと測定誤差を生じる恐れが高い。
具体的な測定器具・手順は規格によって様々だが、時間の掛かる公定法と短時間で結果が出せる簡易法がある。
- 一定時間経過後の、溶存酸素の変化を測定する方法：日本のJIS規格をはじめ、最も基本的な方法
  - 濃度法：培養ビン、ふらんビンと呼ばれる、内部に気泡を残さず密栓できる摺合ガラス容器を使用する。溶存酸素の測定は、薬品または電極による
  - 圧力法：二酸化炭素吸収剤を設置した密閉容器を使用する。圧力変化から酸素消費を測定するため、途中経過から分解速度を知ることもできる
- バイオセンサーの一種を使用し、短時間で測定する方法：公定法としては認められていないが、プロセス管理向けに関心を集めている

一方、測定する試料水に対しても留意事項がある
- 有機物の量：バクテリアが分解を終えた時、容器内の酸素が半分程度残されている必要があり、推測により希釈する
- バクテリアの種類と量：バクテリアが合わなかったり不足していると、有機物の分解が進まず測定値が低くなるため、植種が必要
- 阻害物質：バクテリアの活動や増殖を妨げる酸やアルカリ、重金属や殺菌剤など毒性のある物質が含まれている場合、前処理や耐性のあるバクテリアの馴養が必要

### 操作
日本のJIS規格 K0102-21 に定められている操作（標準希釈法）を例としてあげる
1. 試料を前処理（温度調節、中和、還元、脱気、硝化抑制剤の添加）する
2. BODの値を、前回測定値やCOD・TOC値から推測し、希釈倍数を決める（4 - 5段階）
3. 希釈水または植種希釈水で希釈して最初の希釈試料を調製する（推測濃度が低くDOが十分なら無希釈）
4. 2 - 4本の培養ビンに気泡が入らないよう希釈試料を詰めて密栓する
5. 次の希釈倍数の希釈試料を調製し、同様に瓶詰めしてゆくことを繰り返す
6. 15分後、培養ビンのうち1本で培養前のDOを測定する
7. 20±1 ℃の遮光した恒温器または恒温槽内で5日間培養する
8. 培養後のDOを測定し、培養前のDOに対し、40 - 70%のものを選ぶ
9. 培養前のDOから選んだ値を差し引き（植種した場合は補正し）、希釈倍数を掛けてBOD5を求める

各国で採用されている公定法は概ね同様だが、その測定目的、行政判断等により様々設定がなされている。
特に培養日数は、河川の水質状況については一般的に5日間BODが採用されるが、週休2日制を前提として採取時期の自由度を上げる7日間BODも採用されている。
このほか、生物分解可能な有機物の大半の測定や、物質の生分解性評価を目的とする長期間（10、14、20日間）BODや、生物分解可能な物質を全量を測定するための代替指標として100日間BODの測定が行われている。

## 基準
環境基準と排水基準が設定されているほか、それを踏まえた各種の基準が存在する。
- 環境基準：河川の水質汚濁に係る環境基準項目となっており、生活環境の保全に係る項目として、河川における基準が、その河川の利用形態等を考慮した類型（自然環境の保全を要する水域に適用される最も厳しいAA類型から大都市の河口付近のE類型まで）ごとに定められている。各類型とBODの環境基準値の関係はAA類型が1 mg/L以下、A類型が2 mg/L以下、B類型が3 mg/L以下、C類型が5 mg/L以下、D類型が8 mg/L以下、E類型が10 mg/L以下である。通常の環境水では、酸素の溶解量は10 mg/L程度であることから、最低限の環境基準として、酸素がなくならない10mg/Lが採用されている。
- 排水基準：事業場排水（海域および湖沼以外への排出水）に対し、BODは160 mg/L以下と定められている。
- その他：家庭や工場からの排水量に、そのBOD濃度をかけたものはBOD負荷量と呼ばれる。単位は質量または時間あたりの質量で表される。下水処理場など水処理施設を設計、運転する上で重要な指標となっている。

### 対象水域
BOD指標は海域と湖沼では用いられない。その理由としては、湖沼においては、河川より滞留時間が長く、長期のBODによる測定が必要なことから、行政的に用いられておらず、その代替指標としてCODが採用されている。
海域においては、塩化物イオンの影響から溶存酸素の測定が複雑化すること、水質汚濁が問題となりやすい内湾等の閉鎖性海域において、滞留時間の関係から短期BODでは環境状況を反映しにくいことから、これも行政的に採用されず、代替指標としてCODが採用されている。